# 布蘭登堡-安斯巴赫的莎碧娜
布蘭登堡-安斯巴赫的莎碧娜（德語：Sabina von Brandenburg-Ansbach，1529年5月12日—1575年11月2日），布蘭登堡選侯夫人，布蘭登堡-安斯巴赫藩侯格奧爾格的女兒。

## 家庭
1548年，莎碧娜與布蘭登堡選侯約阿希姆二世的長子約翰·格奧爾格結婚，兩人共有三個女兒：
1. 厄德穆特（1561年—1623年）
2. 安娜·瑪麗亞（英语：Anna Maria of Brandenburg）（1567年—1618年）
3. 索菲（1568年—1622年）